# Mac OS X Panther
Mac OS X versió 10.3 “Panther” és la quarta versió principal del Mac OS X, el sistema operatiu d'Apple. Va succeir el Mac OS X v10.2, anomenat “Jaguar” i va ser substituït pel Mac OS X v10.4, anomenat “Tiger”. Apple va treure el Panther el 24 d'octubre del 2003.

## Requisits del sistema
Ja que necessita una ROM New World, alguns ordinadors antics no el suporten per defecte. El software de tercers (com per exemple l'XPostFacto) pot tot i això superar les comprovacions fetes durant el procés d'instal·lació; sinó, la instal·lació o les actualitzacions des de MAC OS X v10.2 fallaran en aquestes màquines antigues.
Els requisits del sistema són:
- Processador PowerPC G3, G4, o G5 (233 MHz mínim)
- USB integrat (indicatiu de la ROM New World)
- Com a mínim 128 MB de RAM (512 MB recomanat)
- Com a mínim 1.5 GB d'espai lliure al disc
- Dispositiu de CD
- L'accés a Internet requereix un proveïdor compatible; iDisk requereix un compte. Mac

La vídeoconferència requereix:
- Processador de 333 MHz o més ràpid: PowerPC G3, G4, o G5
- Accés a Internet de banda ampla (100 kbit/s o més)
- Càmera web o càmera FireWire DV compatible

El Panther encara suportava l'entorn Classic completament per funcionar amb aplicacions Mac OS 9.

## Característiques noves i canviades

### Característiques per a l'usuari final
Apple va publicitar que el Mac OS X v10.3 Panther tenia més de 150 noves característiques, per exemple:
- Finder – Actualitzat amb una interfície metalitzada, un nou motor de cerca a temps real, barra auxiliar personalitzable, esborratge segur, etiquetes de fitxers i suport al format ZIP integrat. També es va canviar el logo del Finder.
- Canvi ràpid d'usuaris – Permet que un usuari segueixi connectat mentre un altre inicia sessió
- Exposé – Ajuda a la gestió de les finestres mitjançant miniatures
- TextEdit – El TextEdit ara també és compatible amb documents del Microsoft Word (.doc)
- Eines de desenvolupament Xcode – Temps de compilació menors amb gcc 3.3
- Preview – Augment de la velocitat en renderitzat de PDF
- QuickTime – Amb suport pel còdec de vídeo d'alta definició Pixlet

### Aplicacions noves del Panther
- Font Book – Aplicació que funciona com a gestor de fonts
- FileVault – Encriptació i desencriptació del directori de l'usuari en temps real
- iChat AV – La nova versió de l'iChat. Ara amb àudio i vídeoconferència integrades
- X11 – L'X11 està integrat amb el Panther
- Safari - Nou navegador fet per substituir l'Internet Explorer per Mac OS X, desenvolupat quan el contracte entre Apple i Microsoft va acabar. L'Internet Explorer per Mac encara estava disponible, però no rep suport de Microsoft ni d'Apple. Això es va incloure en una actualització en el 10.2 però va ser usat com a navegador per defecte al Panther.

### Altres
- Millores d'interoperabilitat amb el Microsoft Windows, incloent suport per a VPNs amb SecurID
- Suport de Fax integrat

## Històric de versions
| Versió Mac OS X | Build | data publicació         | notes                                                                   |
| --------------- | ----- | ----------------------- | ----------------------------------------------------------------------- |
| 10.3.0          | 7B85  | 24 d'octubre del 2003   | Disponible en la primera versió publicada                               |
| 10.3.1          | 7C107 | 10 de novembre del 2003 | Actualització de la 10.3 (anglès)                                       |
| 10.3.2          | 7D24  | 17 de desembre del 2003 | Actualització de la 10.3.1 (anglès)                                     |
| 10.3.3          | 7F44  | 15 de març del 2004     | Actualització de la 10.3.2 (anglès)                                     |
| 10.3.4          | 7H63  | 26 de maig del 2004     | Actualització de la 10.3.3 (anglès)                                     |
| 10.3.5          | 7M34  | 9 d'agost del 2004      | Actualització de la 10.3.4 (anglès); distribuïda en botigues            |
| 10.3.6          | 7R28  | 5 de novembre del 2004  | Actualització de la 10.3.5 (anglès)                                     |
| 10.3.7          | 7S215 | 15 de desembre del 2004 | Actualització de la 10.3.6 (anglès)                                     |
| 10.3.8          | 7U16  | 9 de febrer del 2005    | Actualització de la 10.3.7 (anglès)                                     |
| 10.3.9          | 7W98  | 15 d'abril del 2005     | Actualització de la 10.3.8 (anglès) Actualització de la 10.3.* (anglès) |